# Cerkiew św. Prokopa w Hamburgu
Cerkiew św. Prokopa – prawosławna cerkiew w Hamburgu, siedziba parafii Rosyjskiego Kościoła Prawosławnego poza granicami Rosji.
Cerkiew powstała w latach 1961–1965 według projektu A. Nürnberga. Pracami budowlanymi kierował L. Serow, natomiast prace dekoracyjne we wnętrzu wykonał Nikołaj von Mejendorf.